# Vaudry

Vaudry este o comună în departamentul Calvados, Franța. În 1 ianuarie 2018 avea o populație de 1.465 de locuitori.